# 崔苔菁
崔苔菁（1951年11月8日—），為台灣女歌手和電視節目主持人。
崔苔菁16歲登上電視演唱西洋歌曲，18歲時主持台視綜藝節目《歡樂週末》中附帶的外景節目。1970年底，崔苔菁成為台視綜藝節目《翠笛銀箏》主持人，隔年該節目走出戶外、以天然風景為背景錄製 。
2011年10月21日，崔苔菁接受第46屆電視金鐘獎主辦單位的邀請，頒發100年電視金鐘獎綜藝節目主持人獎。

## 家庭背景
崔苔菁出生於台北市。
- 父親：崔增傑（於2011年過世，享耆壽93歲）[3]，中華民國空軍退役飛官，亞洲航空台灣區負責人，山東青島人；
- 母親：林梨花（於2014年過世），是台灣台南麻豆人；
- 妹妹：崔愛蓮，歌手、台視《火爆雙星》主持人（2001年10月3日因氣喘過世）；[4]
- 妹婿：楊耀東，退休歌手；
- 兒子：崔家豪（出生於1976年），小名「達達」。

崔苔菁自幼家境富裕，家住臺北市仁愛路獨棟花園洋房，學習芭雷舞、小提琴及鋼琴等；中學時代是靜修女中體操校隊。

## 演藝圈的經歷

### 從學生時期餐廳演唱至台視
在學生時期，崔苔菁有一天到臺北市中泰賓館游泳，正巧場內舉辦歌唱比賽；她一時興起而報名參賽，爾後入選，自此在中泰賓館演唱英語歌曲。沒有多久，被台視歌唱節目《星期之歌》製作人金祖齡（台灣熱門樂團始祖）及台視導播晏光前發掘而加盟台視，後來在《群星會》資深製作人慎芝的建議下也開始唱國語歌曲。1969年，崔苔菁正式成為台視基本歌星，晏光前也邀請崔苔菁於其所製作的台視綜藝節目《歡樂週末》中演唱與主持其附帶的外景節目。
1971年，崔苔菁於海山唱片發行個人第一張唱片專輯。其實在正式進入電視圈及發行唱片之前，1968年崔苔菁就已拍攝了黑松公司的黑松果汁電視廣告而小有名氣。1970年台視推出首部台視國語電視小說《風蕭蕭》，劇中需要一位會彈琴、角色吃重的中美混血女孩「海倫」，台視第一個想到的就是崔苔菁，當時她還在大學就讀；在這部改編自徐訏小說的抗日連續劇裡，崔苔菁與白嘉莉、江明同場對戲，引起眾人的目光。《風蕭蕭》的演出及黑松果汁、國際牌家電產品等廣告，讓崔苔菁迅速走紅。 
由贊助商蜜絲佛陀催生的《翠笛銀箏》是崔苔菁最紅的電視節目，扣除結婚生子的期間，崔苔菁主持了約五年之久，當時台視眾多知名的歌星都上過該節目。在當年交通不便、國民旅遊尚不發達的情況下，台視為了突破了工程技術的限制而動用大型戶外轉播車（OB車）出外錄影，在每個星期天的傍晚，將崔姬在台灣各地的名山勝水載歌載舞的倩影呈現在全台灣觀眾的眼前，造成極大的轟動，也讓這個節目成為她演藝生涯的代表作。《翠笛銀箏》創下收視率超過百分之三十且連續多年電視綜藝節目收視冠軍的紀錄，而其滿檔的廣告及夾帶給台視其他綜藝節目的廣告，成就了崔苔菁超級巨星的地位。 《翠笛銀箏》除了在台灣爆紅，還銷售到泰國、新加坡及美國等海外地區，如每逢週六在美國洛杉磯電視台第44頻道播出。而華視《歡樂週末》亦於1980年代末期於新加坡播出。崔苔菁是台灣歌星勞軍的第一代「軍中情人」之一，並常代表中華民國僑務委員會隨團出國表演，宣慰海外僑胞。

### 轉往華視發展然後又重回台視
1977年，崔苔菁與紅歌星劉文正雙雙轉戰華視，不但大幅提升了華視綜藝節目的收視率及廣告量，崔苔菁並以「崔大媽」之姿廣納年輕歌手，著名歌手陳淑樺及已故的薛岳就曾獲得大量曝光的機會，除了開闢與台視《翠笛銀箏》性質相同的《翠堤春曉》外景歌唱節目之外，其於華視所主持的《歡樂週末》節目亦於1980年代末期於新加坡播出。崔苔菁後來也創立了自己的公司菁達傳播以提高自己與電視台協議的能力。
1982年，崔苔菁揚棄招牌的飄逸長髮，引進新潮的龐克頭，重返台視所開闢的大型綜藝節目《夜來香》，則是崔苔菁及當年台灣電視史上最華麗的登峰造極之作，集燈光、舞蹈、布景及歌唱等大型秀場般的精華於一身，也更進一步鞏固了崔苔菁美艷巨星的最高寶座；該優質節目隔年獲得電視金鐘獎最佳導播及最佳燈光的肯定，崔苔菁本人也第二度入圍電視綜藝節目主持人獎。
而當時尚未成名的蘇芮因在《夜來香》節目首集應崔苔菁的力邀演出，獲得電影導演虞戡平的激賞並進而加盟飛碟唱片，大器晚成地成為唱片界的天后及金鐘獎歌后。

## 秀場天后
有別於鄧麗君、鳳飛飛、甄妮等，崔苔菁是以主持電視節目先奠定其巨星的地位。誠如崔所自述，她是用舞蹈的方式來詮釋歌曲。崔苔菁常在表演中，展現她在鋼琴、小提琴及舞蹈等方面的素養；英語及台語也講得不錯。崔的秀場特色為氣派非凡、著重舞群表演；而個人表演則注重一對一傾訴式的演繹。除了東南亞的香港、新加坡、馬來西亞、菲律賓及印尼等地，崔苔菁的海外演唱會亦曾遠及英國與美國東西兩大賭城大西洋城及拉斯维加斯， 是當時最受歡迎的亞洲歌星之一，被封為「東方的伊莉莎白泰勒」，後來也被稱為「台灣的瑪丹娜」。
1980年代，崔苔菁親自製作演出的一系列舞台大秀，颳起了台灣秀場的旋風，儼然是台灣大型秀場及西餐廳秀場的女王。她與高凌風及凌峰所合作的【崔苔風】秀，在台灣南北造成空前的轟動，一直加演。1987年，崔苔菁在東王西餐廳推出【魔宮傳奇秀】，連演21天，有專屬樂隊、舞群、和音、舞台及燈光，連老虎都搬上舞台。 1985年崔苔菁應邀在美國大西洋城的“勝利古堡”酒店登台表演。1992年淡出演藝圈前，崔苔菁在美國賭城拉斯維加斯推出【一夜狂情】歌舞秀，在當地造成轟動。時任內華達州州長的Bob Miller定2月8日崔苔菁演唱會當天為「崔苔菁日」，並獲希爾頓國際企業機構的「傑出表演藝術獎」，時任加州州務卿的余江月桂女士也頒贈崔苔菁為該州的「榮譽州民」。

## 歌曲演唱的轉變過程
崔苔菁最早由唱西洋歌曲起家， 後來在台視《群星會》製作人慎芝建議下，開始唱國語歌曲。崔苔菁是台灣軍中情人的先鋒，也是第一代青春玉女的掌門人。歌唱初期及中期曾唱紅不少淨化歌曲，有別於其後來美艷巨星的形象。在超過20年的演藝生涯中，唱片公司為她出版過26張專輯(含電影原聲帶，精選不計)。先後待過的唱片公司包括海山、銀河、麗歌及滾石。崔苔菁待在麗歌唱片的時間最久且成就最好，其最紅的歌曲幾乎都是這段期間灌錄的， 其中包括唱紅不少已故音樂家翁清溪（湯尼）的電影歌曲， 另外一位音樂人陳彼得則從崔苔菁在銀河唱片時期起也為其寫過幾首曾經紅過的歌曲。
繼亮麗的舞台成就之後，崔苔菁曾追隨音樂大師李泰祥尋求轉型，試圖在唱片事業有所進展，曾唱紅過李泰祥的名曲《告別》（由唐曉詩灌錄在其唱片專輯中）。崔苔菁1982年《紅顏》一曲突破性的唱法，獲得不少的矚目及激賞，而加盟滾石唱片公司所推出的《蝴蝶》專輯是崔苔菁歌藝脫繭而出的轉型之作，也是公認其質感最佳的唱片專輯。 淡出台灣歌壇前，1990年崔苔菁在中國大陸發行由已逝音樂人－梁弘志所製作的唱片專輯《越飛越高》，在當地獲得很好的迴響，當年此專輯在中國大陸的銷售成績傲人。

## 婚姻
1976年，25歲的崔苔菁與臺北市高檔眼鏡店「中國眼鏡公司」三少東須偉群（國民革命軍退役將領暨中國眼鏡公司創辦人須少白之子）結合（不曾正式登記結婚），也放棄如日中天的演藝事業。這段關係只維持約５個月就結束了，於是崔苔菁獨自扶養唯一的兒子崔家豪長大。
產後復出重拾《翠笛銀箏》的主持棒，並因發行電影《浪花》的主題曲和插曲專輯再度迅速走紅（原電影中數首歌的主唱者是陳蘭麗）。

## 個人成就
- 1968年，拍攝黑松公司「黑松果汁」的電視廣告。
- 1969年，正式成為台視基本歌星。
- 1969年，17歲於光啟社攝影棚開始錄製節目，約兩年後結緣神父丁松筠。
- 1972年，美國關島中華商會舉行成立大會，與白嘉莉及湯蘭花前往參加及表演歌唱。
- 1972年，應香港凱悅酒店邀請，搭機前往香港參加除夕晚會的演出。
- 1972年，赴香港宣傳其主演的電影《何日再吻君》，並應香港無綫電視之邀於《歡樂今宵》節目中演唱。
- 1973年，香港無綫電視《歡樂今宵》製作人一行赴台北與崔苔菁簽約，崔正式加盟無綫。
- 1973年，應中華民國交通部邀請，與冉肖玲及邵佩瑜前往歐洲推銷台灣觀光。
- 1975年，應國泰航空邀請，參加該公司新購的第一架超級三星巨型客機首航台北的營運典禮。
- 1976年，《電視綜合週刊》舉辦第一屆「電視金像獎」選拔，《翠笛銀箏》獲得最佳電視綜藝節目獎。
- 1977年，飛往韓國漢城出席文化廣播舉辦的第一屆歌唱大賽，並以特別來賓身份演唱《梅花》一曲。[19]
- 1978年，應香港麗的電視之邀，參加香港保良局成立100週年慈善晚會表演。
- 1979年，獲得《你我他電視周刊》第一屆金嗓獎十大歌星第一名。
- 1980年，入圍金鐘獎電視綜藝節目主持人獎。
- 1980年，獲得《你我他電視周刊》第二屆金嗓獎十大歌星第二名。(第一名是鳳飛飛)
- 1980年，赴菲律賓舉辨演唱會。
- 1981年，獲得《你我他電視周刊》第三屆金嗓獎最佳才藝女歌星獎。(獲得同獎項的還有甄妮及陳今珮)
- 1982年，台視推出高水準的「亞洲巨星之夜」綜藝節目系列六集，分別由鄧麗君、韓國金熙淑、崔苔菁、張琍敏、香港蕭芳芳及旅日的歐陽菲菲各演出一集。
- 1982年，獲選《你我他電視周刊》第四屆金嗓獎十大女歌星之一。
- 1983年，入圍金鐘獎電視綜藝節目主持人獎，《夜來香》節目中《驚夢》一曲的表演獲得最佳燈光獎，該節目並獲得了最佳導播獎。
- 1983年，主唱中視大戲《王陽明》的主題曲，正式成為跨越老三台的自由藝人。
- 1983年，在香港百麗殿舞台舉行演唱會，呈現浪漫及艷麗的多才藝表演，當年台視曾購買於台灣播出。
- 1984年，主持《你我他電視周刊》第六屆金嗓獎頒獎典禮，並獲得最佳舞台表現獎。
- 1984年，赴新加坡舉辦演唱會。
- 1984年，在當時的台北中華體育館四海同心國慶晚會，率領專屬盛大舞群，以一襲金縷裝壓軸演出《等待》一曲。
- 1984年，參加新象藝術中心於中華體育館舉辦的「青春之夜」公益活動。順應簽約滾石唱片後將推出的新唱片專輯，以蝴蝶裝配合氣勢龐大的舞群及聲光效果，現場演唱英語歌曲《What a feeling》。
- 1985年，赴美國大西洋城舉辦演唱會。[20]
- 1985年，以傑出校友身份參加中國文化大學的京劇公演，粉墨演出《貴妃醉酒》。
- 1987年，三台聯播「為老兵而唱」義演晚會中，親自演奏小提琴，與音樂大師李泰祥合唱《告別》。[21]
- 1987年，崔苔菁在台北市東王西餐廳推出【魔宮傳奇秀】，創造連演21天並天天滿檔的輝煌記錄。
- 1988年，主持環球小姐公司與華視在台灣主辦的「1988年環球小姐選拔」，全程以英語訪問66位來自世界各國的佳麗。
- 1988年，崔苔菁與巴戈共同主持台北市演員工會與聯合報系舉辦的第一屆(也是唯一一屆)表演藝術金龍獎頒獎典禮。崔事先親自赴美取得美國總統雷根的賀函，並於頒獎典禮上朗讀。
- 1990年，主持第一屆金曲獎。
- 1990年，參與胡瓜主持的《金曲龍虎榜》首度頒獎典禮，破天荒演唱台語組曲。
- 1990年，赴中國大陸北京參加「搖籃的呼喚：獻給地球日20週年」大型晚會，表演歌唱並頒發特別獎項。這是中華民國政府開放兩岸政策之後，首位正式赴中國大陸公開場合表演的台灣知名女藝人，在中國大陸引起矚目。
- 1990年，主持「1990年世界模特兒小姐選拔」。
- 1990年，在中國大陸推出《越飛越高》唱片專輯，親赴上海、北京、青島及廣州各地宣傳，該唱片專輯在當地銷售成績極佳。
- 1991年，崔苔菁出席「金曲龍虎榜年度頒獎典禮」，頒獎給洪榮宏、羅時豐，並配合舞群演唱《今天不傷心》，成為全場目光焦點。
- 1991年，公共電視節目製播組斥資新台幣80萬元拍攝崔苔菁演唱《夜來香》的MV，獲國際艾美獎頒獎典禮入選片頭的前三名，透過第18屆國際艾美獎頒獎典禮向世界各地播放。
- 1991年，在中國汕頭參與「第五屆迎春聯歡會」的表演。
- 1991年，由中、港、台三地電視台首度共同製播中秋節綜藝節目《千里共嬋娟》，崔苔菁應邀至青島演出，並順便探視老家。
- 1991年，與黃霑共同主持第36屆亞太影展頒獎典禮。[22]
- 1992年，在美國拉斯維加斯賭城推出「一夜狂情」歌舞秀，在當地掀起一股「崔姬旋風」。
- 1992年，在《金曲龍虎榜》中妝扮為同月同日生的慈禧太后，此畫作後以高價賣出。
- 1995年，由崔苔菁發起的演藝界學佛會成立。
- 1999年，寫出《愛神》、《月亮代表我的心》及《小城故事》等無數名曲的翁清溪(湯尼)獲得第10屆金曲獎特別獎，崔苔菁擔任介紹人，敘述湯尼老師當年譜寫的《浪花吹醒情人夢》讓她獨力生子後得以順利重返演藝圈的故事。
- 2008年，出席光啟社五十週年的紀念茶會，現場開金嗓，唱了一段《翠笛銀箏》的節目主題曲，崔說她不曾退出演藝圈。[23]
- 2008年，與恩師金祖齡一同現身漢聲廣播電台並接受專訪。[24]
- 2011年，父喪後出席電視金鐘獎，頒發最佳綜藝節目主持人獎給浩角翔起，創造晚會收視高潮。
- 2017年7月26日，出席神父丁松筠生前著作的新書《我的一生很平凡，只有愛而已》記者會，崔苔菁回憶17歲時就在光啟社錄影，後來與丁松筠認識。[25]
- 2017年9月30日，出席電視金鐘獎，將光啟社已故神父丁松筠對早期台灣電視事業卓越付出所獲得的特殊貢獻獎頒發給代為領獎的丁松筠胞弟神父丁松青。

## 主持作品

### 電視節目
| 年代                          | 頻道 | 節目類型         | 節目                  | 附註說明 |
|                               | 台視 | 綜藝節目         | 《歡樂週末》          | 與邊啟明並任第四代主持人，而第一代主持人是丁琪，第二代主持人是白嘉莉，第三代主持人是邊啟明與包娜娜。該節目後來導引出台灣首個電視大型外景綜藝節目《翠笛銀箏》。 |
|                               | 台視 | 綜藝節目         | 《您想的時間》        | 晏光前製作 |
| 1970年                        | 台視 | 外景節目         | 《翠笛銀箏》          | 在台北豪華酒店室內錄製始播，1971年改為外景純歌唱節目，前期崔苔菁主持、後期王孟麗主持，晏光前製作、黃海星導播                                                   |
| 1973年                        | 台視 | 旅遊節目         | 《藍天白雲》          | 光啟社製作 |
| 1976年12月23日至1977年6月28日 | 台視 | 益智節目         | 《百聞一見》          | 每集30分鐘，前期崔苔菁主持，後期傅影主持 |
|                               | 台視 | 综藝節目         | 《金玉滿堂》          | |
| 1982年                        | 台視 | 綜藝節目         | 《夜來香》            | 孫家明導播，獲1983年第18屆金鐘獎電視金鐘獎導播獎及燈光獎 |
| 1984年12月6日                 | 中視 | 綜藝節目         | 《黃金拍檔》          | 在台北市立社會教育館錄製第一集，倪敏然、張菲與徐風擔任「常態主持人」，崔苔菁擔任「特别主持人」                                                                 |
| 1989年4月29日20:00～22:00     | 中視 | 綜藝節目         | 《歡樂大酒店》        | 泛美傳播公司企劃統籌，汪威江、陳進泉製作，崔苔菁、倪敏然主持，周麟、雷威遠、楊少文、張靜懿助理主持，崔苔菁主持完第一集後便退出。                               |
| 1990年                        | 中視 | 跨年特別節目     | 《快樂新年 新年快樂》 | 與張菲共同主持 |
| 1977年                        | 華視 | 綜藝節目         | 《合家歡之夜》        | |
| 1977年                        | 華視 | 外景節目         | 《翠堤春曉》          | |
| 1978年                        | 華視 | 綜藝節目         | 《歡樂週末》          | 有崔姬研發的乾冰噴灑系統，配上百萬水晶舞台及13人專屬管絃大樂隊                                                                                                 |
| 1985年                        | 華視 | 旅遊節目         | 《歡樂外景隊》        | 與馬世莉、張琍敏、丁曉慧、黃仲崑聯合主持，遠赴歐洲、亞洲、美洲拍攝                                                                                             |
| 1986年2月9日12:20～15:30      | 華視 | 大年初一特別節目 | 《新春新禧開新運》    | 與巴戈、藍心湄、鄭進一主持 |

### 廣播電台
| 年代   | 頻道     | 節目類型 | 節目                    | 附註說明             |
| 1990年 | 自由之聲 | 短波節目 | 《越飛越高 崔苔菁時間》 | 對亞洲11個國家廣播。 |

## 音樂作品

### 唱片專輯

#### 海山唱片時期
| 年代   | 專輯名稱             | 曲目 |
| 1971年 | 〈為什麼春天要遲到〉 | 曲目 1. 為什麼春天要遲到 2. 溫情滿人間 3. 春雨戀 4. 愛的煩惱 5. 可愛的模樣 6. 愛的話 7. 春天 8. 霧中花 9. 夢醒不見你 10. 小姑娘 11. 不要說是我負你 12. 你要乖乖的             |
| 1972年 | 〈落葉的煩惱〉       | 曲目 1. 落葉的煩惱 2. 到底是為了誰 3. 雨中人 4. 愛情的鎖 5. 陌生的姑娘 6. 梅蘭梅蘭我愛你 7. 晚風 8. 淘氣姑娘 9. 重溫舊夢 10. 只要為你活一天 11. 告訴我不要怕 12. 街燈下       |
| 1972年 | 〈路邊小花〉         | 曲目 1. 路邊小花 2. 笑的酒渦 3. 找個好地方 4. 春風吹醒花蕊 5. 我倆愛的時候 6. 你的眼睛告訴我 7. 撒一把相思的種子 8. 愛情太神秘 9. 可愛的陌生人 10. 晚風寄相思                 |
| 1972年 | 〈何日再吻君〉       | 曲目 1. 快樂的恰恰姑娘 2. 我沒有脾氣 3. 深情脈脈 4. 情人的歡笑 5. 愛的話 6. 再喝也不會醉 7. 何日再吻君 8. 為了誰 9. 你真叫人著迷 10. 那裡才能找到你 11. 愛的煩惱 12. 愛情的鎖 |

#### 銀河唱片時期
| 年代   | 專輯名稱           | 曲目 |
| 1973年 | 〈我的秘密〉       | 曲目 1. 我的祕密 2. 愛 不要說抱歉 3. 春來了 4. 河邊定情 5. 獻給你一束玫瑰 6. 她是誰 7. 留不住的愛 8. 誰能跟你比 9. 兩顆心成一顆 10. 我倆都沒變 11. 深山裡的愛情花 12. 春風幾時來     |
| 1973年 | 〈愛是你愛是我〉   | 曲目 1. 愛是你愛是我 2. 歡樂年華 3. 微風 4. 加油 ! 加油 ! 5. 為什麼把往事再想起 6. 雨中同行 7. 可愛的魔力 8. 月迷濛星兒稀 9. 真湊巧 10. 送你一朵紅玫瑰 11. 快樂的我 12. 你是否還記得 |
| 1973年 | 〈我心愛的人〉     | 曲目 1. 我心愛的人 2. 有我有你多甜蜜 3. 幸福的你和我 4. 黃昏之戀 5. 少女的祈禱 6. 我好像認識你 7. 你給我幸福 8. 五月情侶 9. 我愛上了他 10. 不要問我 11. 少女的心願 12. 你像一陣雨    |
| 1974年 | 〈愛我〉           | 曲目 1. 愛我 2. 嘿 ! 朋友 3. 我希望 4. 金色年華 5. 有一個陌生人 6. 我想告訴你 7. 回憶的愛河 8. 你情意濃我情意柔 9. 舞衣 10. 求你再愛我 11. 愛人在天涯 12. 往日戀歌                   |
| 1974年 | 〈天涯何處是芳草〉 | 曲目 1. 天涯何處是芳草 2. 幸福要自己找 3. 給我愛的溫暖 4. 愛的情懷 5. 淡淡的口紅 6. 你我情相繫 7. 春的奔放 8. 時光 9. 卿卿我我 10. 草原的呼喚 11. 是否要我先說 12. 少女的情懷        |

#### 麗歌唱片時期
| 年代   | 專輯名稱                               | 曲目 |
| 1975年 | 〈愛的風兒吹過來〉                     | 曲目 1. 愛的風兒吹過來 2. 沙灘上的回憶 3. 告訴你春來了 4. 輕輕呼喚你 5. 好的明天 6. 暴風雨 7. 翦翦風 8. 有人告訴我 9. 忘不掉 10. 我的心曲 11. 永遠相遇永相隨 12. 一往情深 |
| 1975年 | 〈情難追〉                             | 曲目 1. 情難追 2. 愛的時候 3. 沒什麼可煩惱 4. 沉默的你 5. 祝福你 6. 月兒含情雲兒飄 7. 記得有一天 8. 愛意綿綿 9. 月朦朧 10. 愛的小船 11. 美好的春天 12. 真情與信心 |
| 1976年 | 〈乘風破浪〉                           | 曲目 1. 乘風破浪 2. 甜蜜的回憶 3. 昨日戀情 4. 我心為你 5. 愛的旋律 6. 戀愛的時候最美麗 7. 野鴿子 8. 有一句話 9. 你從前方來 10. 今宵 11. 海洋頌 12. 你在我身邊 |
| 1976年 | 〈浪花〉                               | 曲目 1. 浪花 2. 雲一朵 3. 嘿 ! 年輕人 4. 誰來看我 5. 草原之戀 6. 往日情懷 7. 浪花吹醒情人夢 8. 翠笛銀箏 9. 不願說再見 10. 秋雨 11. 你的微笑 12. 愛的風 |
| 1977年 | 〈愛神〉                               | 曲目 1. 愛神 2. 一輩子都感激 3. 愛的鼓勵 4. 彩雲與我 5. 歡聚 6. 滿園春 7. 愛的祝福 8. 比翼雙棲 9. 青山、綠水、你和我 10. 青春的花朵 11. 朋友笑一笑 12. 花瓣 |
| 1977年 | 〈風鈴風鈴〉(與陳芬蘭及余天合輯)       | 曲目 1. 風鈴風鈴(陳芬蘭) 2. 一個陌生的女孩(余天) 3. 情絲(余天) 4. 感激的眼淚(余天) 5. 你的誓言(余天) 6. 那年秋天(余天) 7. 風鈴風鈴(崔苔菁) 8. 愛神(崔苔菁) 9. 迎著春風來(崔苔菁) 10. 幸福(崔苔菁) 11. 情人的樂園(崔苔菁) 12. 心願(余天)                                               |
| 1977年 | 〈白花飄雪花飄〉(與李珮菁及王芷蕾合輯) | 曲目 1. 白花飄‧雪花飄(崔苔菁) 2. 友情的門兒開(李珮菁) 3. 懷念週末(李珮菁) 4. 純潔的蓮花(王芷蕾) 5. 永恆的愛(王芷蕾) 6. 蹦蹦跳跳(麗歌兒童合唱團) 7. 風雨情(崔苔菁) 8. 決心忘了你(崔苔菁) 9. 許個小心願(崔苔菁) 10. 翠堤春曉(崔苔菁) 11. 愛人就在你身邊(崔苔菁) 12. 白花飄‧雪花飄(音樂) |
| 1977年 | 〈愛情大進擊〉(與吳秀珠及余天合輯)     | 曲目 1. 我們是年青的 2. 友情的溫暖 3. 愛的使者 4. 意中人 5. 天涯芳草 6. 愛要我倆情願 7. 愛情像風兒一樣來 8. 手足情深 9. 但願 10. 情人的畫像 11. 我的伴侶 12. 永恒 |
| 1977年 | 〈愛在三月裡〉(與崔愛蓮合輯)           | 曲目 1. 握手 2. 愛在三月裡 3. 海邊的旋律 4. 少女情懷 5. 雨後晴天 6. 海邊寄情 7. 奔放的追求(崔苔菁) 8. 奔放的青春(崔苔菁) 9. 如果(崔苔菁) 10. 這是個老地方 11. 愛的世界真奇妙 12. 在水上                                                                                               |
| 1977年 | 〈奔放的青春奔放情〉                   | 曲目 1. 奔放青春奔放情 2. 奔放的青春 3. 知音 4. 我願是海鷗 5. 追求‧追求‧追求 6. 抉擇 7. 愛的回憶 8. 愛的心願 9. 幸福圍著我 10. 到處都有你 11. 你是我朋友 12. 弄潮情 |
| 1978年 | 〈風〉                                 | 曲目 1. 風 2. 怎麼還不來 3. 你是否長相憶 4. 是誰呼喚你 5. 今天是星期幾 6. 船歌 7. 摘星夢 8. 夢摘星 9. 呼喚 10. 火光 11. 鮮花做成的小屋 12. 巧遇 |
| 1979年 | 〈煙火〉                               | 曲目 1. 昨日雨瀟瀟 2. 瀟瀟的昨日 3. 聲聲祝福 4. 漢利之歌 5. 美麗遠景 6. 念故鄉 7. 祝福你朋友 8. 煙火 9. 愛的喜訊 10. 年輕人 11. 快樂的時光 12. 前途美好 |
| 1980年 | 〈崔苔菁金曲之歌〉                     | 曲目 1. 愛神 2. 浪花吹醒情人夢 3. 他的眼睛像月亮 4. 白花飄雪花飄 5. 有人告訴我 6. 秋雨 7. 乘風破浪 8. 沙灘上的回憶 9. 誰來看我 10. 浪花 11. 奔放的青春 12. 我願是海鷗 |
| 1980年 | 〈冬天裡的春天〉                       | 曲目 1. 冬天裡的春天 2. 落日時分 3. 陶醉在藍藍的夜裡 4. 是誰送我一束花 5. 幾番風雨情 6. 艷陽下的你 7. 我從雨裡來 8. 是你 ! 帶給我溫馨 9. 奮鬥 10. 幸福船 11. 情人節 12. 綠葉盟 |
| 1981年 | 〈但是又何奈〉                         | 曲目 1. 但是又何奈 2. 愛情學慢跑 3. 默許 4. 把真情流露 5. 愛要冷靜 6. 青春谷 7. 台北娃娃谷 8. 無言 9. 歡迎你來娃娃谷 10. 網住你飄飄的一片情 11. 哦 ! 妮娜 12. 達達的夢 |
| 1982年 | 〈紅顏〉                               | 曲目 1. 紅顏 2. 愛神的見證 3. 夜來香 4. 它就像個謎 5. 我願做你的影子 6. 驚夢 7. 金色童年 8. 屬於你 9. 別再演戲 10. 漩渦 11. 彩虹上的我 12. 讓我考慮考慮 |

#### 滾石唱片時期
| 年代   | 專輯名稱 | 曲目 |
| 1985年 | 〈蝴蝶〉 | 曲目 1. 依然有夢 2. 唇的告白 3. 隨時準備好 4. 你讓我想起 5. 長髮女孩(快版) 6. 長髮女孩(慢版) 7. 讓我請你跳支舞 8. 沒有雨的夜晚 9. 從不曾 10. 九十九年 |

#### 中國大陸
| 年代   | 專輯名稱     | 發行公司                              | 曲目 |
| 1990年 | 〈越飛越高〉 | 台灣麥琦唱片版權 / 廣東音像(中國)發行 | 曲目 1. 越飛越高 2. 假裝你捨不得走 3. 淩晨四點的幻覺 4. 愛要怎麼說 5. 離情 6. 愛的路上我和你 7. 依然有夢 8. 祈禱 9. 嚮往 10. 如果再回到從前 11. 逝去的愛 12. 愛像什麼 |

### 精選與復刻專輯

#### 台灣
| 年代   | 專輯名稱                                | 發行公司         |
| 1986年 | 〈群星會14 崔苔菁〉                     | 麗歌唱片         |
| 1989年 | 〈崔苔菁金曲精選〉                      | 麗歌唱片         |
| 1995年 | 〈落葉的煩惱〉                          | 喜瑪拉雅唱片     |
| 1997年 | 〈蝴蝶〉                                | 滾石唱片         |
| 2001年 | 〈崔苔菁 特選限定盤 超值雙CD〉          | 麗歌唱片         |
| 2003年 | 〈金鼎獎系列27 崔苔菁〉                 | 海山唱片         |
| 2005年 | 〈崔苔菁典藏金曲〉                      | 銀河唱片         |
| 2006年 | 〈落葉的煩惱〉                          | 海山唱片         |
| 2006年 | 〈為什麼春天要遲到〉                    | 喜瑪拉雅唱片     |
| 2007年 | 〈崔苔菁國語原聲帶〉                    | 金企鵝           |
| 2007年 | 〈蝴蝶專輯CD 滾石25週年的經典復刻系列〉 | 滾石唱片         |
| 2009年 | 〈金鼎獎系列27 崔苔菁〉                 | 金革科技         |
| 2010年 | 〈崔苔菁專輯 雙CD 巨星金曲國語原聲帶〉  | 麗厚國際有限公司 |
|        | 〈蝴蝶〉專輯CD                          | 寶麗金唱片       |
| 2015年 | 〈路邊小花〉                            | 海山國際         |

#### 中國大陸
| 年代   | 專輯名稱                | 發行公司              |
| 2000年 | 〈百萬金曲 但是又何奈〉 | 懷聲唱片 浙江文藝音像 |

#### 香港
| 年代   | 專輯名稱             | 發行公司     |
| 2015年 | 〈路邊小花〉         | 新世紀工作室 |
| 2015年 | 〈為什麼春天要遲到〉 | 新世紀工作室 |

#### 新加坡
| 年代   | 專輯名稱                      | 發行公司      |
| 2015年 | 〈為什麼春天要遲到〉          | 夢田音樂/凱聯 |
| 2015年 | 〈白花飄雪花飄電影原聲帶〉    | 夢田音樂/凱聯 |
| 2015年 | 〈風鈴風鈴電影主題曲〉        | 夢田音樂/凱聯 |
| 2015年 | 〈煙火/昨日雨瀟瀟電影主題曲〉 | 夢田音樂/凱聯 |
| 2015年 | 〈情難追〉                    | 夢田音樂/凱聯 |
| 2015年 | 〈翦翦風〉                    | 夢田音樂/凱聯 |
| 2015年 | 〈愛情九點零三分電影原聲帶〉  | 夢田音樂/凱聯 |
| 2015年 | 〈冬天裡的春天〉              | 夢田音樂/凱聯 |
| 2015年 | 〈乘風破浪〉                  | 夢田音樂/凱聯 |
| 2015年 | 〈但是又何奈〉                | 夢田音樂/凱聯 |
| 2015年 | 〈浪花〉                      | 夢田音樂/凱聯 |
| 2015年 | 〈何日再吻君〉                | 大聯          |
| 2016年 | 〈愈飛愈高〉                  | 大聯機構      |
| 2016年 | 〈紅顏〉                      | 夢田音樂/凱聯 |
| 2017年 | 〈浪花吹醒情人夢〉            | 夢田音樂/凱聯 |
| 2017年 | 〈愛神〉                      | 夢田音樂/凱聯 |

#### 馬來西亞
| 年代   | 專輯名稱                  | 發行公司 |
| 2015年 | 〈風/摘星夢電影全部歌曲〉 | 凱聯     |
| 2015年 | 〈煙火/昨日雨瀟瀟〉       | 凱聯     |

## 演出作品

### 電視劇
| 年代   | 頻道 | 劇名                       | 飾演角色 | 合作                       |
| 1970年 | 台視 | 戲劇特別節目《第三笑姻緣》 |          | 與李璇主演                 |
| 1970年 | 台視 | 國語電視小說《風蕭蕭》     |          | 與江明、白嘉莉主演         |
| 1971年 | 台視 | 古裝新崑調歌劇《一夜皇后》 |          | 與鈕方雨主演               |
| 1971年 | 台視 | 《牛郎織女》               |          | 與冉肖玲主演               |
| 1984年 | 華視 | 時裝單元劇《好夢連床》     |          | 與秦祥林等主演             |
| 1986年 | 台視 | 八點檔連續劇《金色山莊》   |          | 與秦祥林等主演             |
| 1990年 | 台視 | 戲劇節目《今天不看病》     | 王玫瑰   | 與巴戈、柯俊雄、蕭薔等主演 |

### 電影
| 年代   | 片名             | 飾演角色 | 合作                                   |
| 1972年 | 《何日再吻君》   |          | 與王羽主演                             |
| 1973年 | 《小淘氣》       |          | 與江彬、蔣光超、葛小寶等主演，香港電影 |
| 1974年 | 《我父我夫我子》 |          | 與凌波、柯俊雄、江明、 梁修身等主演    |
| 1976年 | 《蒂蒂日記》     |          | 恬妞與秦漢等主演，崔苔菁客串演出       |
| 1983年 | 《天下第一》     |          | 與田豐、唐寶雲、鄭佩佩等主演           |
| 1985年 | 《排行榜》       |          | 與李恕權、蕭紅莓、吳敏等主演           |

## 外部連結
- 崔苔菁在互联网电影资料库（IMDb）上的資料（英文）
- 崔苔菁在香港影庫上的簡介
- 崔苔菁在时光网上的簡介（简体中文）
- 崔苔菁在豆瓣上的资料（简体中文）